# فرودگاه آبی کاکرین
فرودگاه آبی کاکرین (به انگلیسی: Cochrane Water Aerodrome) یک فرودگاه همگانی است که یک باند فرود آب دارد. این فرودگاه در کشور کانادا قرار دارد و در ارتفاع ۲۴۶ متری از سطح دریا واقع شده‌است.